# Rozbrat
Rozbrat je název komplexu budov na ulici Pułaskiego v poznaňské čtvrti Sołacz. Od roku 1994 funguje jako anarchistické sociální centrum. Je jedním z nejstarších squatů v Polsku.

## Historie

### Počátky

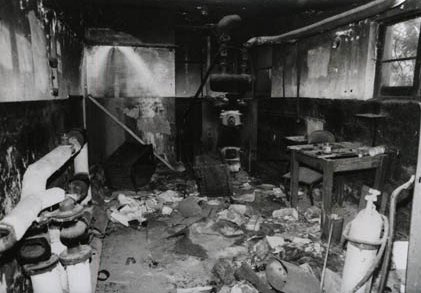
Interiér areálu na počátku oprav

Historie squatu Rozbrat sahá do léta 1994. Tehdy se skupina aktivistů začala zajímat o opuštěný sklad na ulici Pułaskiego. Opuštěný areál býval skladištěm a průmyslovým komplexem. Během letních prázdnin roku 1994 byly zahájeny renovační práce. Noc z 15. na 16. října je považována za symbolický začátek centra. Tehdy v renovované budově strávili první noc dva lidé.
Aby si na sebe centrum mohlo vydělat, bylo založeno družstvo vydavatelů triček s názvem Kolektyw Rozbrat. Odtud pochází současný název squatu „Rozbrat“, tedy rozchod s autoritami a hierarchií. Na jaře roku 1995 byly zabrány další místnosti, které byly později přejmenovány na „místnost s elektřinou“ a „koncertní sál“. Ještě v létě 1995 sloužil squat převážně k bydlení, avšak jeho obyvatelé se věnovali i takovým činnostem, jako je výroba triček nebo vedení protestních kampaní. Na podzim zde byl uspořádán koncert skotské skupiny Oi Polloi. V jistém smyslu šlo o průlomový okamžik, protože brzy poté Rozbrat navštívily kapely ze Spojených států a Francie: Enola Gay a Masskontroll.
V únoru 1996 v sedm hodin ráno vniklo do areálu Rozbrat 12 maskovaných mužů. Vstoupili do jednoho z pokojů a napadli dvě osoby, které v něm spaly. Jeden z obyvatel byl s vážnými zraněními převezen na jednotku intenzivní péče. Pachatelé utekli. Tato událost změnila dosud poklidný život obyvatel Rozbratu, squat se také poprvé dostal na titulní stránky novin.

### Působení centra
Rozbrat se postupně stával otevřeným centrem nezávislé kultury. Ke čtvrtým narozeninám squatu byla upravena další, největší místnost v areálu, takzvaný "velký koncertní sál", kde se konají představení a umělecké akce. Od roku 1997 sídlí na Rozbratu poznaňská sekce Anarchistické federace. V roce 1997 zde byla založena Anarchistická knihovna a v roce 2000 Anarchistický klub.
V roce 2001 byla do komplexu zavedena tekoucí voda. V témže roce byla jedna místnost upravena pro iniciativu nazvanou „Kulawy Mule“, která provozuje stravovací služby. Pořádají se zde akce, recitály, večery poezie a přednášky. Zadní místnost „Kulawy Mule“ byla přeměněna na galerii.
V letech 2008 až 2009 byl squat ohrožen kvůli developerskému odkupu pozemků areálu. V Poznani na podporu Rozbratu proběhlo několik demonstrací.

## Činnost
Rozbrat pořádá mnoho akcí a diskusí. Prostory využívají různé skupiny, například dílna na výrobu kol, sítotiskárna, anarchistická knihovna a infoshop, galerie, samba kapela Breaking (Ear)drums a Food not Bombs.

## Galerie

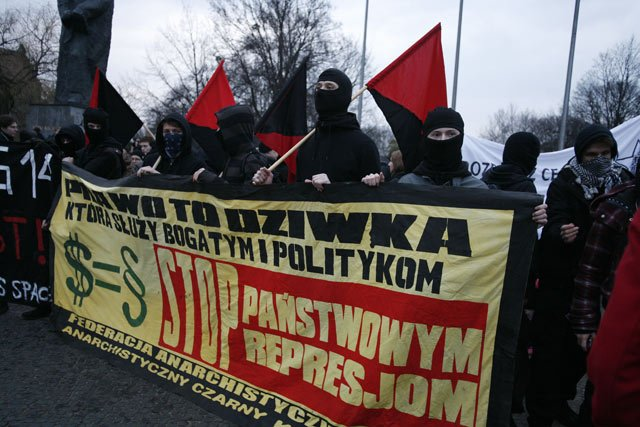
Demonstrace na obranu Rozbratu (2010)
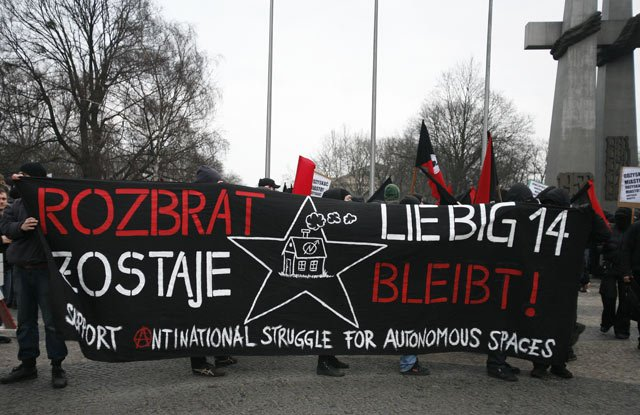
Demonstrace na obranu Rozbratu, na fotce podporovatelé z berlínského Lieblig 14
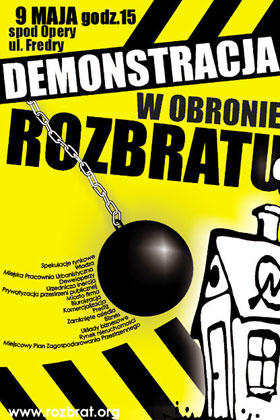
Plakát na obranu Rozbratu (2015)
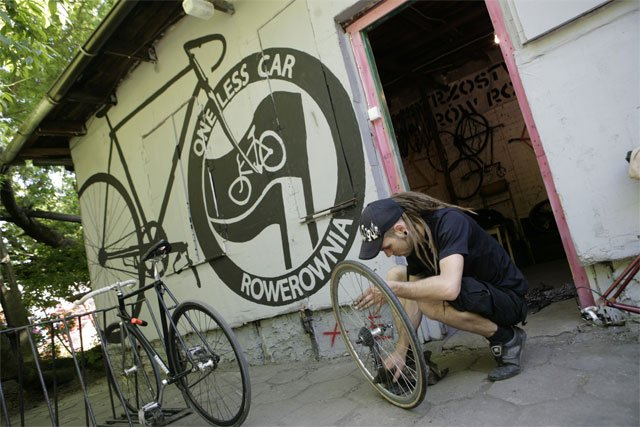
Opravna kol v centru
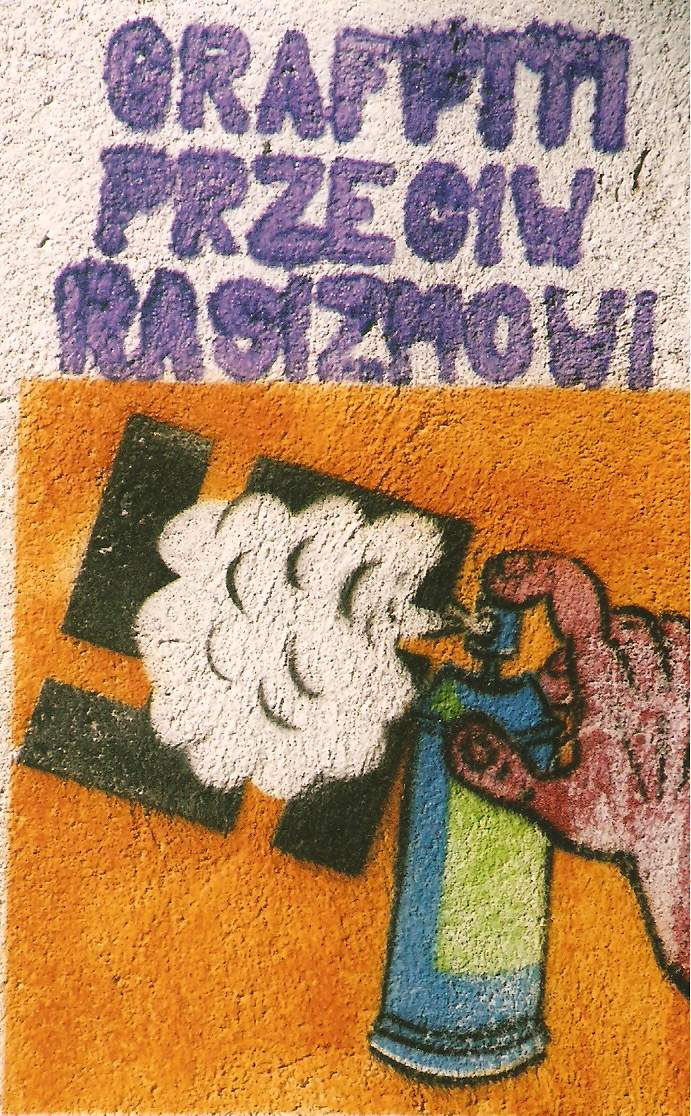
Graffiti uvnitř areálu